# Cinunjang
Cinunjang is een bestuurslaag in het regentschap Tasikmalaya van de provincie West-Java, Indonesië. Cinunjang telt 5599 inwoners (volkstelling 2010).